# Ext2
ext2 ou ext2fs (en anglais, second extended file system) est le système de fichiers historique de GNU/Linux. Il a été créé à l'origine par Rémy Card et est basé sur l'extended file system. Il a également été très largement influencé par le FFS.

## Fragmentation
Une qualité fréquemment attribuée à ce système de fichiers serait de ne pas se fragmenter (à l'opposé de FAT ou NTFS utilisés par Windows), au motif que les données y seraient organisées de façon plus efficace. En réalité, ext2 limite la fragmentation mais ne l'empêche pas complètement.

## La journalisationext3
Plus tard, une extension a été ajoutée, permettant de journaliser le système de fichiers. Celle-ci a été nommée ext3. Un système qui ne connaît que l'ext2 est parfaitement capable de lire et d'écrire de l'ext3, mais il n'y aura pas alors de journalisation. La différence entre les deux systèmes réside dans l'adjonction d'une zone journal et la suppression des données, rendant la récupération de celles-ci impossible sur le système de fichiers ext3. Il suffit de cocher une option dans son noyau et de le recompiler pour bénéficier du support de ext3. Pour convertir sa partition ext2 en ext3, on peut utiliser la commande tune2fs (exemple de commande : tune2fs -j /dev/hda7).
Un élément important de sécurité d'ext2fs est la commande « chattr » qui lui est associée, et qui peut servir de garde-fou léger contre l'effacement accidentel même par root, non possible en ext3.
Pour une spécification complète d'ext2, voir le fichier include/linux/ext2_fs.h des sources du noyau Linux.